# Хасеґава Йосіюкі
Хасеґава Йосіюкі (яп. 長谷川 祥之, нар. 11 лютого 1969, Кіото —) — японський футболіст, що грав на позиції нападника.

## Клубна кар'єра
Грав за команду Honda FC, Касіма Антлерс.

## Виступи за збірну
Дебютував 1995 року в офіційних матчах у складі національної збірної Японії. У формі головної команди країни зіграв 6 матчів.

## Статистика
Статистика виступів у національній збірній.
| Збірна Японії | Збірна Японії | Збірна Японії |
| Роки          | Ігри          | голи          |
| ------------- | ------------- | ------------- |
| 1995          | 4             | 0             |
| 1996          | 2             | 0             |
| Усього        | 6             | 0             |

## Титули і досягнення
- Чемпіон Японії (4):

«Касіма Антлерс»: 1996, 1998, 2000, 2001
- Володар Кубка Імператора Японії (2):

«Касіма Антлерс»: 1997, 2000
- Володар Кубка Джей-ліги (3):

«Касіма Антлерс»: 1997, 2000, 2002
- Володар Суперкубка Японії (3):

«Касіма Антлерс»: 1997, 1998, 1999